# 蘇祿省
蘇祿省（他加祿語：Sulu）是菲律賓一個島嶼省，位於蘇祿群島正中、巴西蘭省、塔威塔威省中間。省會是和樂，從前是蘇祿蘇丹國的所在地。

## 人文
蘇祿島以穆斯林為主。但後來隨著西班牙和美國的殖民統治，以及菲律宾天主教文化的扩张，島上也出現了基督徒。

## 地理
6°00′N 121°00′E / 6.000°N 121.000°E